# Balâtre (Somme)
Pour les articles homonymes, voir Balâtre.
Balâtre est une commune française, située dans le département de la Somme en région Hauts-de-France.

## Géographie

### Localisation

#### Communes limitrophes
| Marché-Allouarde |         | Biarre         |
|                  | Balâtre |                |
| Champien         |         | Solente (Oise) |

### Description
Balâtre est un village rural picard du Santerre, situé entre Roye et Nesle, limitrophe de l'Oise, à 34 km au sud-ouest de Saint-Quentin, à 45 km au sud-est d'Amiens et à 33 km au nord de Compiègne. Il est aisément accessible par l'ancienne route nationale 30 (actuelle RD 930).
En 2019, la localité est desservie par les autocars du réseau inter-urbain Trans'80, Hauts-de-France (ligne no 53, Roye - Esmery-Hallon - Ham).

### Hydrographie
La commune est située dans le bassin Artois-Picardie. Elle n'est drainée par aucun cours d'eau.

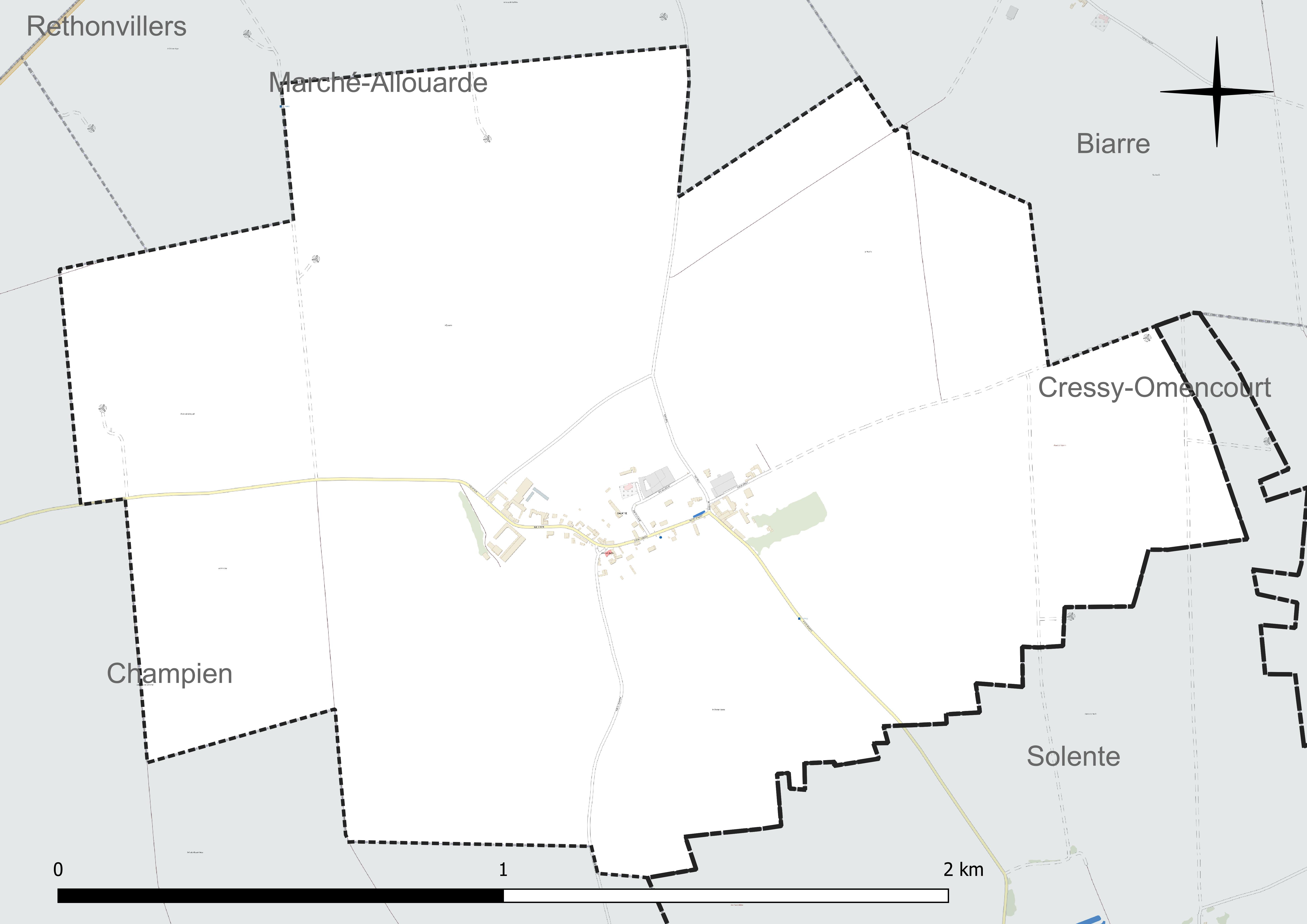
Réseau hydrographique de Balâtre.

### Climat
Pour des articles plus généraux, voir Climat des Hauts-de-France et Climat de la Somme.
En 2010, le climat de la commune est de type climat océanique dégradé des plaines du Centre et du Nord, selon une étude du CNRS s'appuyant sur une série de données couvrant la période 1971-2000. En 2020, Météo-France publie une typologie des climats de la France métropolitaine dans laquelle la commune est exposée à un climat océanique et est dans la région climatique Nord-est du bassin Parisien, caractérisée par un ensoleillement médiocre, une pluviométrie moyenne régulièrement répartie au cours de l'année et un hiver froid (3 °C).
Pour la période 1971-2000, la température annuelle moyenne est de 10,3 °C, avec une amplitude thermique annuelle de 14,7 °C. Le cumul annuel moyen de précipitations est de 700 mm, avec 10,9 jours de précipitations en janvier et 8,7 jours en juillet. Pour la période 1991-2020, la température moyenne annuelle observée sur la station météorologique la plus proche, située sur la commune de Rouvroy-en-Santerre à 13 km à vol d'oiseau, est de 10,8 °C et le cumul annuel moyen de précipitations est de 635,8 mm,. Pour l'avenir, les paramètres climatiques de la commune estimés pour 2050 selon différents scénarios d'émission de gaz à effet de serre sont consultables sur un site dédié publié par Météo-France en novembre 2022.

## Urbanisme

### Typologie
Au 1er janvier 2024, Balâtre est catégorisée commune rurale à habitat dispersé, selon la nouvelle grille communale de densité à sept niveaux définie par l'Insee en 2022.
Elle est située hors unité urbaine et hors attraction des villes,.

### Occupation des sols
L'occupation des sols de la commune, telle qu'elle ressort de la base de données européenne d'occupation biophysique des sols Corine Land Cover (CLC), est marquée par l'importance des territoires agricoles (100 % en 2018), en augmentation par rapport à 1990 (91 %). La répartition détaillée en 2018 est la suivante : 
terres arables (100 %). L'évolution de l'occupation des sols de la commune et de ses infrastructures peut être observée sur les différentes représentations cartographiques du territoire : la carte de Cassini (XVIIIe siècle), la carte d'état-major (1820-1866) et les cartes ou photos aériennes de l'IGN pour la période actuelle (1950 à aujourd'hui).

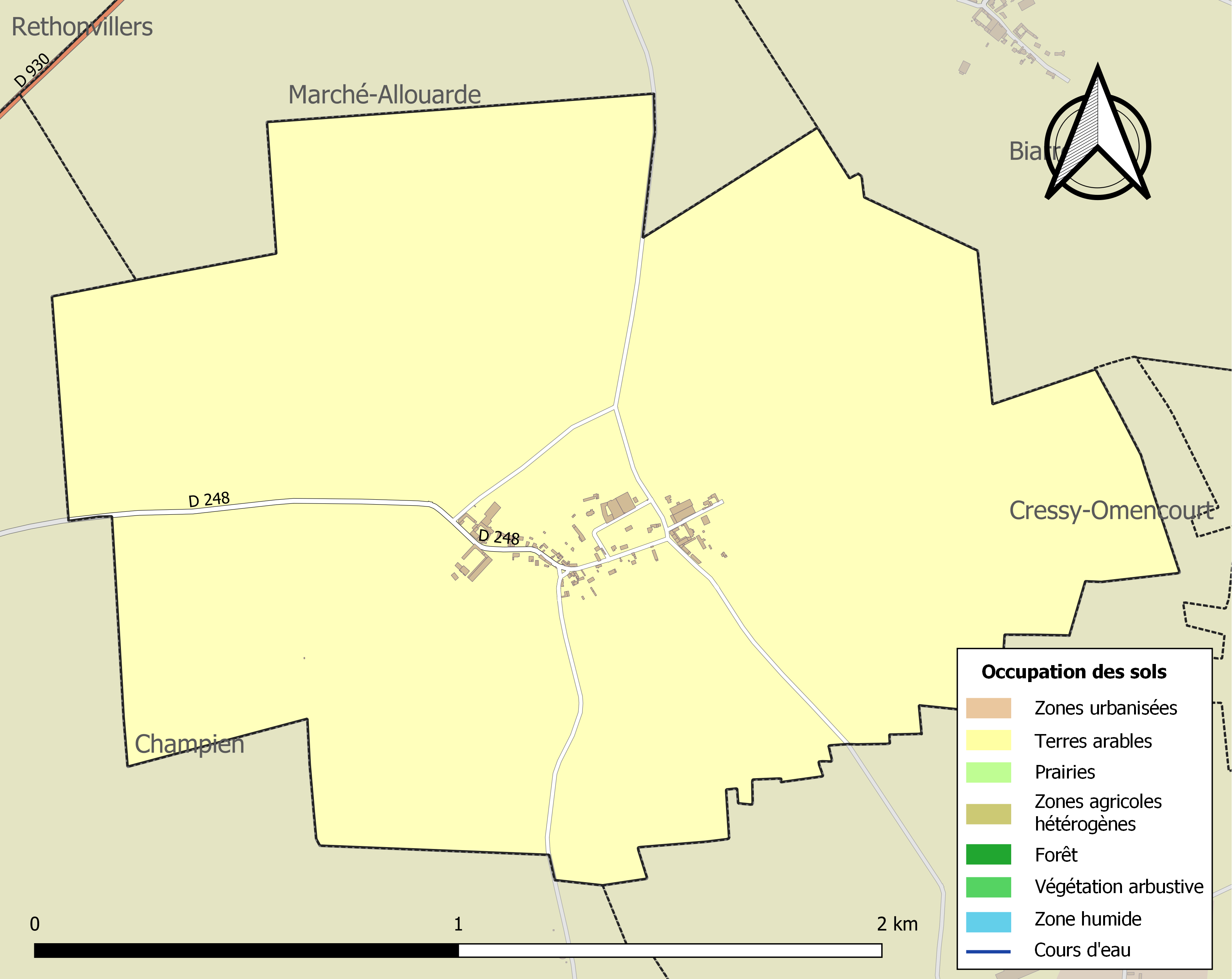
Carte des infrastructures et de l'occupation des sols de la commune en 2018 (CLC).

## Toponymie
Le nom de la localité est attesté sous la forme Balastre en 1179.
Le terme balaustrum, désigne des séries de colonnettes, une barrière, etc. Beaucoup de ces colonnettes ont été des bornes de domaines ou de districts.

## Histoire
En 891, on suppose que Balâtre est  ravagé par les Vikings qui pillent également Roye et Roiglise en se dirigeant sur Noyon.
Première Guerre mondiale
Le village est considéré comme détruit à la fin de la guerre et a  été décoré de la Croix de guerre 1914-1918, le 3 novembre 1920.

## Politique et administration
| Période                                  | Période                       | Identité      | Étiquette | Qualité                        |
| ---------------------------------------- | ----------------------------- | ------------- | --------- | ------------------------------ |
| Les données manquantes sont à compléter. |                               |               |           |                                |
| avant 1981                               | 2014                          | Benoît Flipo  |           |                                |
| 2014                                     | En cours (au 2 décembre 2020) | Thomas Basset |           | Réélu pour le mandat 2020-2026 |

## Population et société

### Démographie
L'évolution du nombre d'habitants est connue à travers les recensements de la population effectués dans la commune depuis 1793. Pour les communes de moins de 10 000 habitants, une enquête de recensement portant sur toute la population est réalisée tous les cinq ans, les populations de référence des années intermédiaires étant quant à elles estimées par interpolation ou extrapolation. Pour la commune, le premier recensement exhaustif entrant dans le cadre du nouveau dispositif a été réalisé en 2007.

En 2022, la commune comptait 75 habitants, en évolution de −2,6 % par rapport à 2016 (Somme : −1,26 %, France hors Mayotte : +2,11 %).
| 1793 | 1800 | 1806 | 1821 | 1831 | 1836 | 1841 | 1846 | 1851 |
| ---- | ---- | ---- | ---- | ---- | ---- | ---- | ---- | ---- |
| 170  | 175  | 212  | 204  | 215  | 252  | 217  | 210  | 220  |

| 1856 | 1861 | 1866 | 1872 | 1876 | 1881 | 1886 | 1891 | 1896 |
| ---- | ---- | ---- | ---- | ---- | ---- | ---- | ---- | ---- |
| 228  | 225  | 217  | 207  | 201  | 186  | 158  | 149  | 132  |

| 1901 | 1906 | 1911 | 1921 | 1926 | 1931 | 1936 | 1946 | 1954 |
| ---- | ---- | ---- | ---- | ---- | ---- | ---- | ---- | ---- |
| 143  | 153  | 134  | 120  | 117  | 130  | 127  | 95   | 92   |

| 1962 | 1968 | 1975 | 1982 | 1990 | 1999 | 2006 | 2007 | 2012 |
| ---- | ---- | ---- | ---- | ---- | ---- | ---- | ---- | ---- |
| 90   | 86   | 88   | 72   | 69   | 54   | 80   | 84   | 84   |

| 2017 | 2022 | - | - | - | - | - | - | - |
| ---- | ---- | - | - | - | - | - | - | - |
| 72   | 75   | - | - | - | - | - | - | - |

### Manifestations culturelles et festivités
- Les foulées de Balâtre sont un ensemble de courses à pied, deux à travers champs, une randonnée et une pour les enfants. La 5e édition a eu lieu le 23 avril 2017[24]

## Culture locale et patrimoine

### Lieux et monuments
- Église Saint-Hilaire.
- Monument aux morts, surmonté du coq gaulois

- Statue de la Vierge, de 1950, due au père jésuite desservant la paroisse[25].

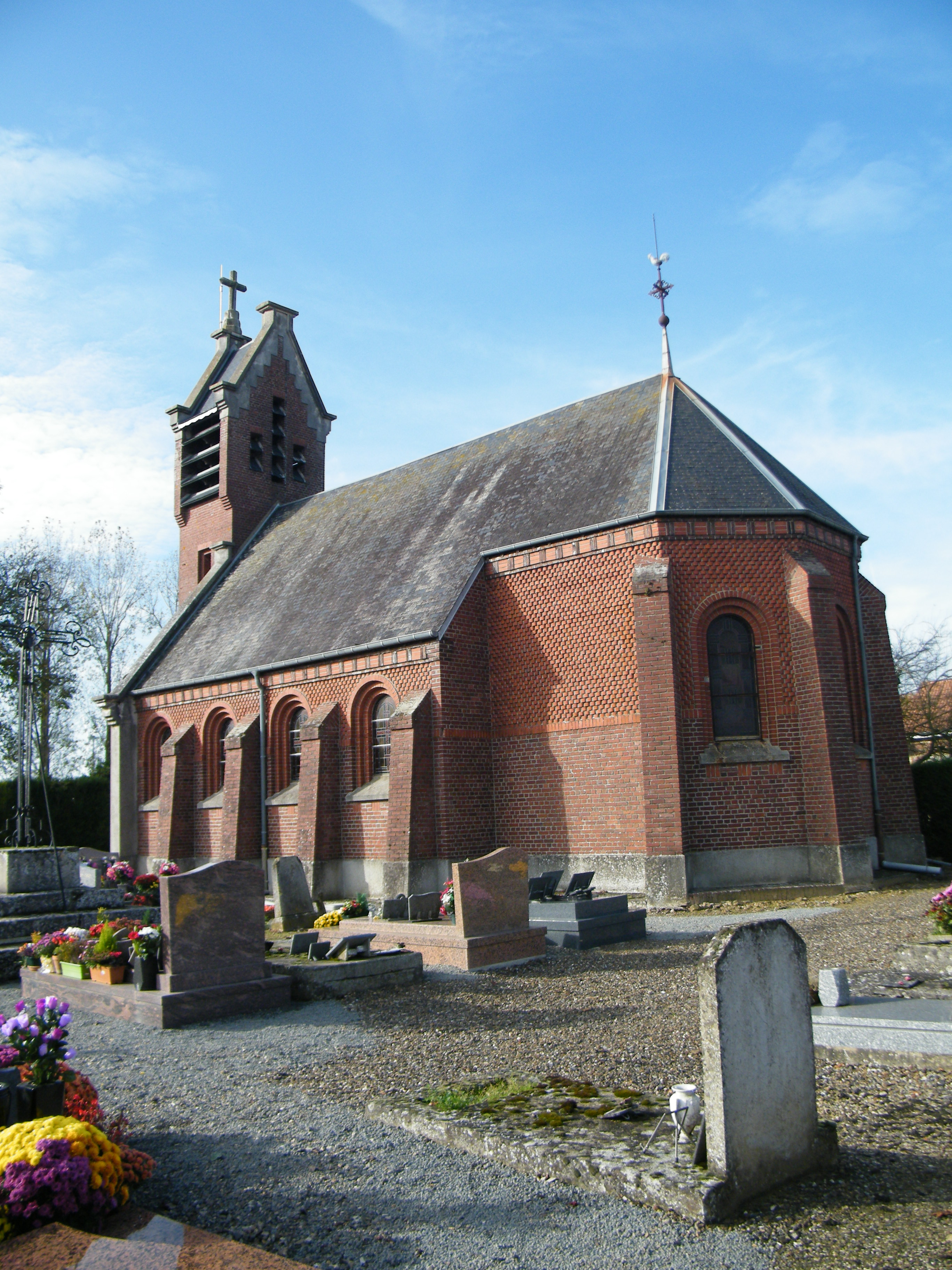
L'église
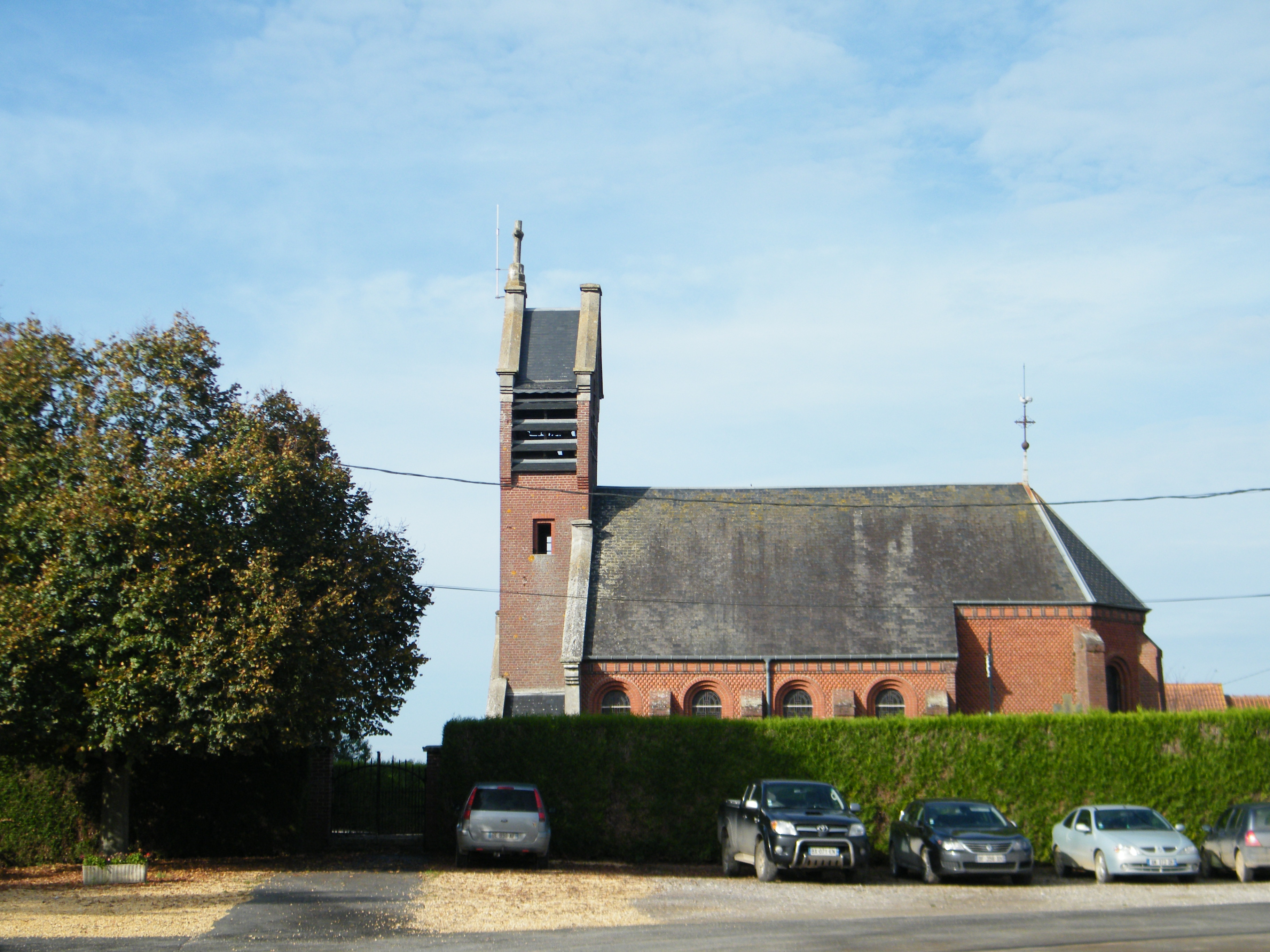
Autre vue de l'église.
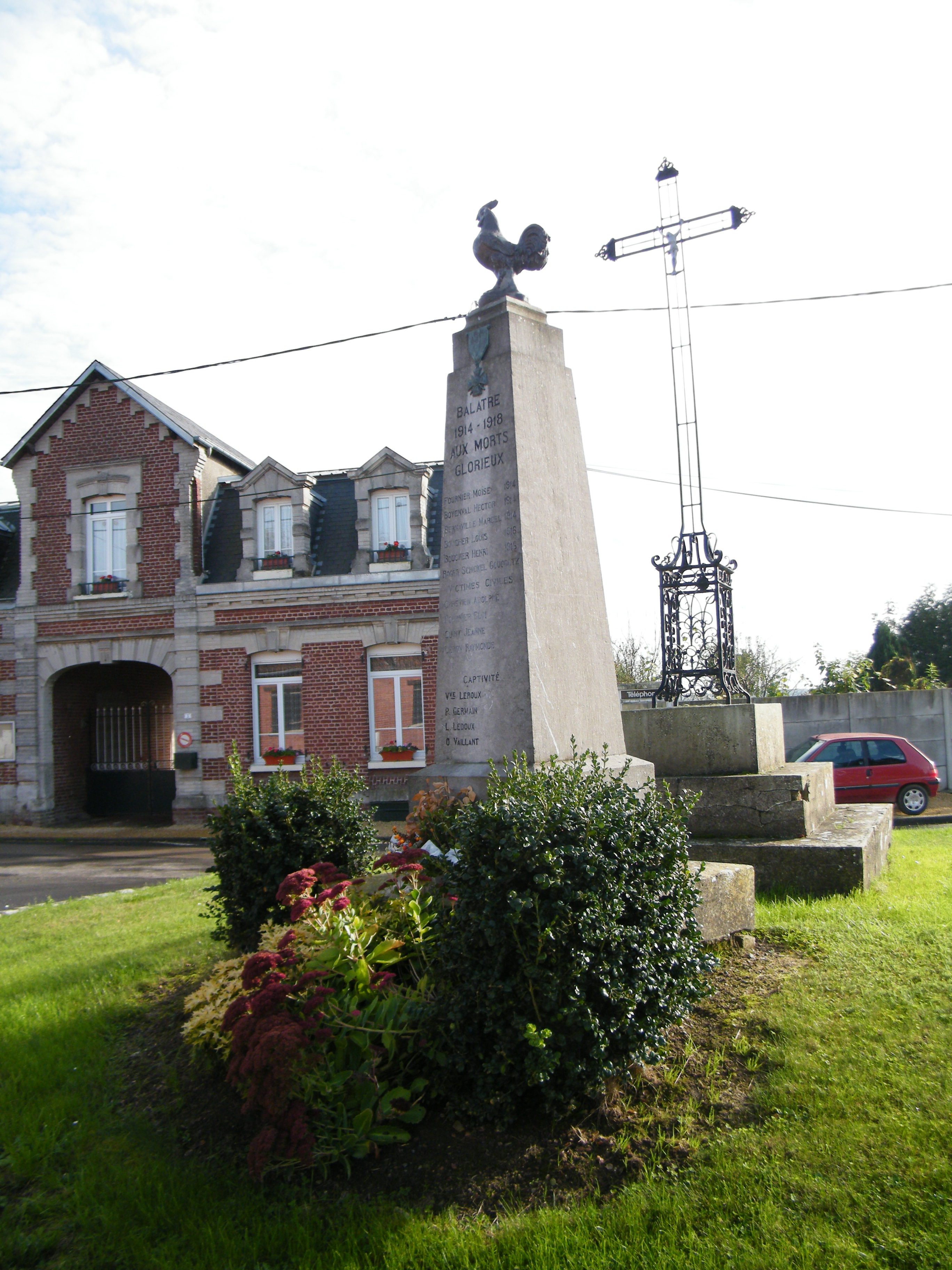
Monument au morts.
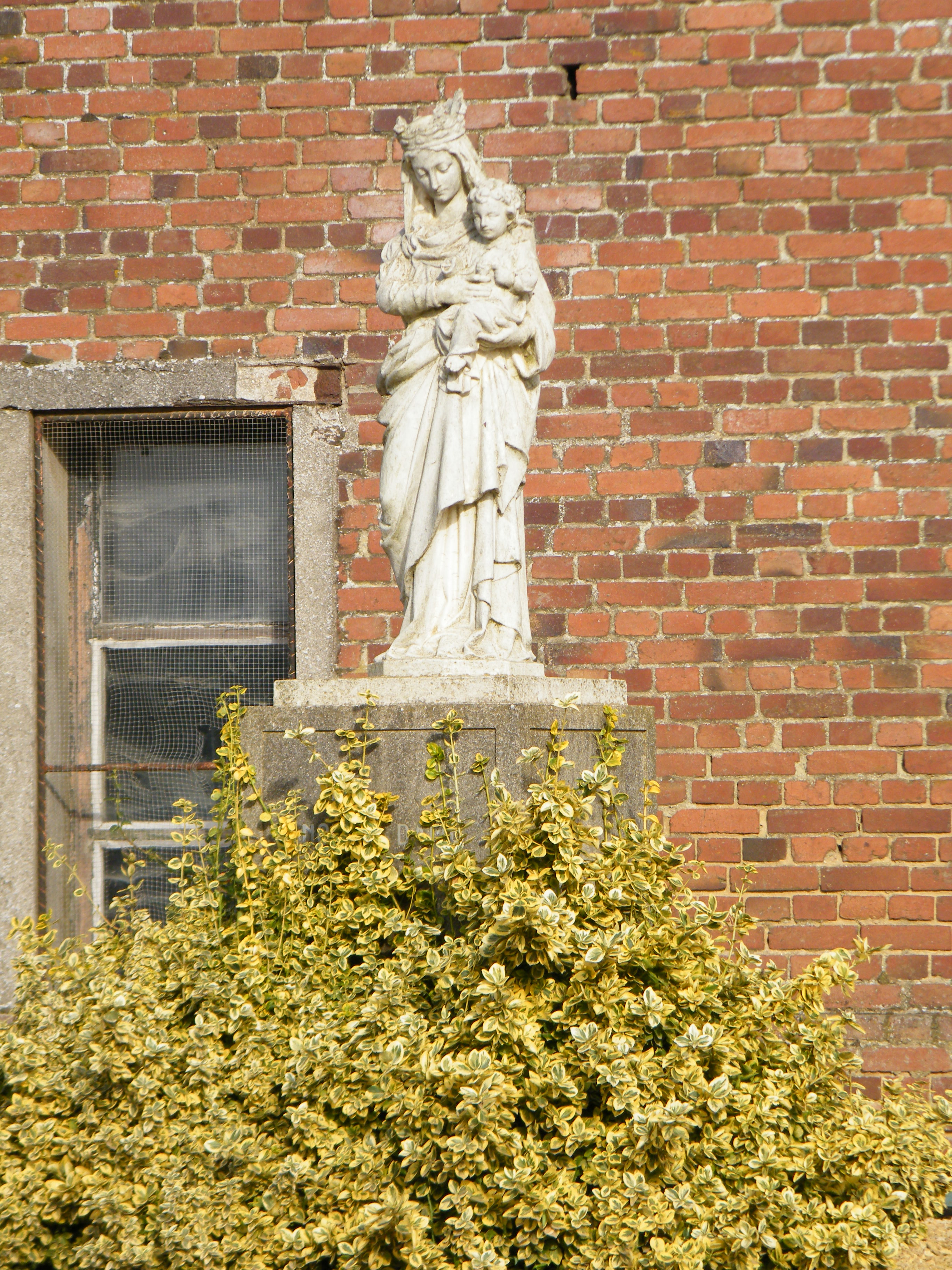
Statue de la Vierge

## Pour approfondir